# Ellen van Dijk
Ellen van Dijk (Harmelen, Woerden, 11 de febrer de 1987) és una ciclista neerlandesa, professional des del 2006. Actualment corre a l'equip Lidl-Trek.
El 2008 guanyà la medalla d'or al Campionat del Món de ciclisme en scratch.
En ruta, destaquen les victòries al Campionat del Món de ciclisme en contrarellotge de 2013, 2021 i 2022 i al Campionat del Món de ciclisme en contrarellotge per equips de 2012, 2013, 2016 i 2017.
El 2015 va guanyar la medalla d'or en contrarellotge a la primera edició del Jocs Europeus.
El 23 de maig de 2022 aconseguí batre el rècord de l'hora després de recórrer 49,254 quilòmetres al velòdrom de Grenchen (Suïssa). D'aquesta manera, superava els 48,405 quilòmetres de la britànica Joscelin Lowden del setembre anterior.

## Palmarès en ruta
- 2006
  - Vencedora d'una etapa al Tour féminin en Limousin
- 2007
  -  Campiona dels Països Baixos en contrarellotge
  - Vencedora d'una etapa al Tour of Chongming Island
- 2008
  - Campiona d'Europa en contrarellotge sub-23
  - Vencedora d'una etapa al Tour féminin en Limousin
- 2009
  -  Campiona d'Europa en contrarellotge sub-23
  - Vencedora d'una etapa al Holland Ladies Tour
- 2010
  - 1a al Sparkassen Giro Bochum
  - Vencedora d'una etapa al Holland Ladies Tour
- 2011
  - 1a al Ladies Tour of Qatar i vencedora d'una etapa
  - 1a a l'Open de Suède Vårgårda TTT
  - Vencedora d'una etapa al Profile Ladies Tour
- 2012
  -  Campiona del Món en contrarellotge per equips
  -  Campiona dels Països Baixos en contrarellotge
  - 1a a l'Omloop van Borsele
  - 1a a l'Omloop van Borsele (CRI)
  - 1a a l'Open de Suède Vårgårda TTT
  - 1a al Lotto-Decca Tour i vencedora d'una etapa
  - Vencedora de 2 etapes a la Gracia Orlová
- 2013
  -  Campiona del Món en contrarellotge
  -  Campiona del Món en contrarellotge per equips
  -  Campiona dels Països Baixos en contrarellotge
  - 1a a Le Samyn des Dames
  - 1a a l'Open de Suède Vårgårda TTT
  - 1a a l'Energiewacht Tour i vencedora d'una etapa
  - 1a a la Gracia Orlová i vencedora de 3 etapes
  - 1a al Lotto Belisol Belgium Tour
  - 1a al Chrono champenois
  - 1a al Boels Ladies Tour
  - 1a a l'Omloop van Borsele (CRI)
  - Vencedora d'una etapa al Giro d'Itàlia
- 2014
  - 1a al Tour de Flandes
  - 1a a l'Omloop van Borsele (CRI)
  - Vencedora d'una etapa al Boels Ladies Tour
- 2015
  - Medalla d'or als Jocs Europeus en contrarellotge
  - 1a a l'Omloop van Borsele (CRI)
  - Vencedora d'una etapa al Ladies Tour of Qatar
- 2016
  -  Campiona del món en contrarellotge per equips
  -  Campiona d'Europa en Contrarellotge
  - 1a a l'Energiewacht Tour i vencedora d'una etapa
  - 1a a l'Open de Suède Vårgårda TTT
  - Vencedora d'una etapa al Ladies Tour of Qatar
  - Vencedora d'una etapa a la Volta a Turíngia
- 2017
  -  Campiona del món en contrarellotge per equips
  -  Campiona d'Europa en Contrarellotge
  - 1a al Healthy Ageing Tour i vencedora d'una etapa
  - 1a a la Volta a Okinawa
  - Vencedora d'una etapa al Ladies Tour of Norway
- 2018
  -  Campiona dels Països Baixos en contrarellotge
  -  Campiona d'Europa de contrarellotge
  - 1a a l'Omloop van het Hageland
  - 1a a l'A través de Flandes
  - 1a a la La Madrid Challenge by La Vuelta
  - Vencedora d'una etapa a la Volta a Turíngia
- 2019
  -  Campiona d'Europa en Contrarellotge
  - 1a a l'A través de Flandes
  - Vencedora d'una etapa a la Healthy Ageing Tour
  - Vencedora d'una etapa a la Volta a Turíngia
- 2020
  - Vencedora d'una etapa al Giro d'Itàlia
- 2021
  -  Campiona del Món en contrarellotge
  -  Campiona d'Europa en ruta
  - 1a al Healthy Ageing Tour i vencedora d'una etapa
  - Vencedora d'una etapa al Giro d'Itàlia
  - Vencedora d'una etapa a la Volta a Bèlgica
- 2022
  -  Campiona del Món en contrarellotge
  -  Campiona dels Països Baixos en contrarellotge
  - 1a al Bloeizone Fryslân Tour
  - Vencedora d'una etapa a la Setmana Ciclista Valenciana
  - 1a al BeNe Ladies Tour i vencedora de dues etapes
  - 1a a la Crono de les Nacions-Les Herbiers-Vendée
- 2024
  - Vencedora d'una etapa a la Volta a Extremadura Fèmines
  - Vencedora d'una etapa al Tour de Normandia
- 2025
  - 1a a la Volta a Extremadura i vencedora d'una etapa

### Resultats a les Grans Voltes

#### Giro d'Itàlia
- 2010: no surt (10a etapa)
- 2011: 94a posició
- 2013: 24a posició, vencedora de la 8a etapa
- 2014: 26a posició
- 2015: 23a posició
- 2018: 33a posició
- 2020: 27a posició
- 2021: 35a posició

#### Tour de França
- 2022: 30a posició
- 2024: 59a posició

#### Volta a Espanya
- 2024: no surt (4a etapa)
- 2025: 59a posició.

## Palmarès en pista
- 2007
  -  Campiona dels Països Baixos en Persecució
- 2008
  -  Campiona del món de Scratch
  -  Campiona d'Europa sub-23 en Puntuació
  -  Campiona d'Europa sub-23 en Scratch
  -  Campiona dels Països Baixos en Persecució
- 2010
  -  Campiona dels Països Baixos en Persecució
- 2011
  -  Campiona dels Països Baixos en Persecució
  -  Campiona dels Països Baixos en Madison

### Resultats a laCopa del Món
- 2008-2009
  - 1a a Copenhaguen, en Persecució
  - 1a a Copenhaguen, en Puntuació
- 2011-2012
  - 1a a Astanà, en Persecució per equips